# Flüchtlingslager Lipa
Das Flüchtlingslager Lipa ist ein Flüchtlingslager vor der EU-Außengrenze in Bosnien und Herzegowina.

## Lage
Das Flüchtlingslager befindet sich in Westbosnien, unweit der Grenze des EU-Landes Kroatien, auf der Gemarkung des zur Großgemeinde Bihać gehörenden und seit dem Bosnienkrieg unbewohnten Dorfes Lipa, 25 Kilometer südöstlich des Stadtzentrums. In der Nähe verläuft die Fernstraße M5. Das Lager liegt an einem Ableger der Balkanroute, über den Flüchtlinge und Migranten aus der Türkei nach Westeuropa gelangen wollen. Es befindet sich in 750 Metern Höhe in weitgehend unbesiedelter Umgebung und ist nur über unbefestigte Feldwege erreichbar.

## Geschichte
Das Lager Lipa ging am 21. April 2020 als reines Männerlager mit einer Kapazität von 1000 Personen in Betrieb, nachdem das Lager Bira in einer stillgelegten Kühlschrankfabrik aus der Nachkriegszeit am Stadtrand von Bihać geschlossen werden sollte. Das Nachfolgelager Lipa war nur als Notlösung während der COVID-19-Pandemie gedacht (Lipa Emergency Tent Camp „Notfallzeltlager Lipa“).
Nachdem das Lager Bira am 7. September 2020 geschlossen und anschließend von den örtlichen Behörden unter Anwendung von Zwang geräumt worden war, warnte die Internationale Organisation für Migration Anfang Oktober vor einer bevorstehenden humanitären Krise aufgrund des bevorstehenden Winters. Am 21. Dezember 2020 beschloss der bosnische Ministerrat, die Einrichtung in Lipa zu einem ständigen Aufnahmezentrum in Form eines Containerlagers mit einer Kapazität von 1500 Personen zu machen. Bis zum Ende der dazu nötigen Umbauten im Frühjahr 2021 sollten die Bewohner zurück ins Lager Bira umziehen, jedoch lehnten die Behörden des Kantons Una-Sana die Wiedereröffnung dieses Lagers ab, da Flüchtlinge und Migranten nicht mehr in der Nähe von Städten untergebracht werden sollen.
Die Internationale Organisation für Migration (IOM), die in ganz Bosnien und Herzegowina Flüchtlingsunterkünfte betreibt, beschloss die Räumung des Lagers Lipa am 23. Dezember 2020, da es nicht winterfest sei. An diesem Tag wurden Zelte und Container von bisher Unbekannten in Brand gesteckt. Dabei wurde die Infrastruktur des Lagers teilweise zerstört oder beschädigt. Ein Essenszelt verbrannte nicht und wurde deshalb in den Folgetagen als notdürftiger Schlafplatz verwendet. Um sich zu wärmen, betrieben die Migranten kleine Feuerstellen auch innerhalb des Zeltes.
Eine am 29. Dezember 2020 auf Initiative von Sicherheitsminister Selmo Cikotić kurzfristig angesetzte Verlegung von etwa 700 Migranten aus dem Lager Lipa in eine frühere Kaserne nach Bradina, einem Dorf in der mehrere Autostunden südöstlich von Bihać entfernten Verbandsgemeinde Konjic, kam nicht zu Stande, weil es auch dort spontan zu Protesten von Einheimischen gekommen war. Behörden dieser Region verweigerten die Verlegung ebenfalls, da sie vorschriftswidrig nicht vorab in die Entscheidungsfindung einbezogen worden seien. Die Migranten verbrachten deshalb eine Nacht in den bereitgestellten Bussen. Am Folgetag setzten die Busunternehmer ein Ultimatum, da sie die wartenden Fahrzeuge für ihren Regelverkehr benötigten. Weil bis Nachmittag keine Entscheidung getroffen worden war, mussten die Flüchtlinge unter Polizeieskorte in die Überreste des Lagers zurückkehren, die Busse fuhren leer ab. Die bisherige Lagerbetreiberin IOM hat allerdings nach der von ihr am 23. Dezember verkündeten Lagerschließung inzwischen auch die nicht abgebrannten Zelte abbauen lassen. Der Kanton ließ nach eigenen Angaben zwar ein neues Zelt aufstellen, aber rund 800 Flüchtlinge mussten zwei Nächte im Freien verbringen. Notdürftige Verpflegung wird weiterhin vom bosnischen Roten Kreuz, der Dänischen Flüchtlingshilfe sowie Freiwilligen der Stadt und des Kantons verteilt.
Am 31. Dezember wurde eine Sondersitzung des Ministerrats von Bosnien-Herzegowina anberaumt. Der Rat beschloss, die Stadt Bihać und den Kanton Una-Sana anzuweisen, das frühere Lager Bira temporär wieder zu öffnen. Der Bürgermeister und der Kanton weigern sich jedoch kategorisch, dem nachzukommen; mehrere hundert Einheimische blockierten die Zufahrt zu dem Gebäude. Daher forderte der Sicherheitsminister des Landes beim Verteidigungsminister Amtshilfe in Form von Militärzelten für das Lager Lipa an. Am 1. Januar 2021 protestierten mehrere hundert Migranten im Lager mit Transparenten und Nahrungsverweigerung gegen die Situation. Am selben Tag begannen 150 Soldaten damit, Zelte aufzustellen. Die Verwaltung des Lagers übernimmt wieder die Internationale Organisation für Migration (IOM). Weil nach wie vor die Infrastruktur in Lipa nur rudimentär ist (unter anderem kein fließend Wasser, kein fester Stromanschluss, nur notdürftige Beheizung und Nahrungsversorgung), appelliert die EU (die Innenkommissarin Ylva Johansson, der Vizepräsident der Europäischen Kommission und Vorsitzende des Rates für Auswärtige Angelegenheiten Josep Borrell) nach wie vor, das leerstehende Lager Bira in Bihać, in dem die komplette Infrastruktur vorhanden ist, temporär wieder zu öffnen. Das Aufstellen von Zelten sei nur eine Notlösung für wenige Tage.
Als Fazit einer Besprechung von Sicherheitsminister Cikotić mit dem Sonderbeauftragten und Botschafter der EU Johann Sattler, den Botschaftern Österreichs, Deutschlands und Italiens am 2. Januar 2021 sowie eines Ortstermins im Lager am 3. Januar 2021, bei dem unter anderem der Sicherheitsminister, der Verteidigungsminister Sifet Podžić, der Generalstabschef der Streitkräfte Senad Mašović, der Direktor des Auswärtigen Dienstes Slobodan Ujić sowie Vertreter der EU, der IOM und der regionalen Behörden anwesend waren, wurde entschieden, das vor Weihnachten von der IOM geschlossene Lager Lipa wieder in Betrieb zu nehmen und schnellstmöglich für einen längerfristigen Aufenthalt geeignet zu machen. Unter anderem sollen die mangels Fußboden bislang nicht nutzbaren Militärzelte nachgerüstet werden, Betonfundamente gebaut, eine Abwasserkanalisation sowie fester Strom- und Wasseranschluss installiert werden. Die Präsidentschaft von Bosnien und Herzegowina soll in einer Notfallsitzung am 4. Januar über die Beteiligung der Streitkräfte an den geplanten Sofortmaßnahmen entscheiden. Das Lager Bira in der Stadt soll dagegen nicht wieder geöffnet werden. Langfristig sollen Migranten gleichmäßig auf ganz Bosnien und Herzegowina verteilt werden. Der in Hungerstreik getretene Teil der Migranten forderte die Auflösung des Lagers und erklärte, dass sie ihre Aktion erst abbrächen, wenn die Situation geklärt sei.
Religiöse Gruppierungen forderten Ende Januar 2021, gemeinsam mit anderen Menschenrechtsaktivisten in einem Aufruf die Personen aus dem Lager in die Europäische Union und nach Deutschland zu holen. Weil kroatische Grenzpolizisten den Migranten den Zugang verweigert hätten, trüge die Europäische Union die Verantwortung für die Zustände.

## Lebensbedingungen
Bis zum Brand waren in drei Großzelten je 400 bis 500 Männer untergebracht. Am Stichtag 1. Dezember 2020 wohnten 1272 Personen dort. Außer den großen Schlafzelten bestehen kleinere Nebenzelte wie Essenszelt und Gebetszelt. Das Lager ist weder ans Wasser- noch ans Stromnetz angeschlossen, wofür die bosnischen Behörden zuständig sind. Laut der IOM ist es nur als Sommercamp nutzbar und nicht winterfest, da die Plastikzelte das Gewicht des Schnees nicht halten können. Flüchtlingshelfer haben die menschenunwürdigen Zustände im Lager kritisiert. Mitte Dezember 2020 war es mit 1400 Menschen überbelegt.
Da es die regionalen Behörden nicht schafften, über die Weihnachtstage genügend Ersatzunterkünfte bereitzustellen (das frühere Lager Bira in einer ehemaligen Fabrikhalle wurde Monate zuvor aufgelöst, Anwohner protestierten gegen eine vorübergehende Wiederöffnung), kehrten viele Flüchtlinge nach starken Schneefällen Ende Dezember 2020 in das abgebrannte Lager Lipa zurück, obwohl es dort praktisch an jeder Infrastruktur (Winterkleidung, Wärme, Ernährung, medizinische Versorgung, Strom, Wasser) mangelt. Ähnlich prekär leben mehrere tausend weitere Migranten, die das Lager schon vor dem Brand verlassen hatten, in provisorischen Unterkünften, teils in Wäldern, nahe der Grenze zu Kroatien. Die Tätigkeit privater Flüchtlingshilfsorganisationen wurde im Kanton Una-Sana im Mai 2020 verboten.